# Vernusse
 Vernusse  es una población y comuna francesa, situada en la región de Auvernia, departamento de Allier, en el distrito de Montluçon y cantón de Montmarault.

## Demografía
| 262 | 231 | 195 | 191 | 145 | 193 |
| Para los censos de 1962 a 1999 la población legal corresponde a la población sin duplicidades (Fuente: INSEE [Consultar]) |     |     |     |     |     |